# Tieling (köpinghuvudort i Kina, Heilongjiang Sheng, lat 44,59, long 129,68)
Tieling (kinesiska: 铁岭, 铁岭镇) är en köpinghuvudort i Kina. Den ligger i provinsen Heilongjiang, i den nordöstra delen av landet, omkring 270 kilometer sydost om provinshuvudstaden Harbin. Antalet invånare är 37 468. Befolkningen består av 18 449 kvinnor och 19 019 män. Barn under 15 år utgör 10,0 %, vuxna 15-64 år 79 %, och äldre över 65 år 10,0 %.
Runt Tieling är det tätbefolkat, med 636 invånare per kvadratkilometer. Närmaste större samhälle är Mudanjiang, 6,2 km väster om Tieling. Omgivningarna runt Tieling är en mosaik av jordbruksmark och naturlig växtlighet.
Genomsnittlig årsnederbörd är 895 millimeter. Den regnigaste månaden är juli, med i genomsnitt 188 mm nederbörd, och den torraste är januari, med 7 mm nederbörd.